# Casa da Memória Madre Leônia Milito
A Casa de Memória Madre Leônia Milito é um espaço arquivístico localizado no município de Londrina, no estado do Paraná. O local é a casa onde viveu Madre Leônia Milito e se transformou em um memorial, onde estão preservados todos os detalhes do trabalho e da vida da missionária e de outras pessoas que fizeram parte da história do lugar, como Dom Geraldo Fernandes e a Congregação das Missionárias de Santo Antônio Maria Claret.

## História
Em 2006, foi inaugurada a Casa de Memória Madre Leônia Milito, que faz parte do abrangente Complexo Madre Leônia. O espaço era a antiga residência das Missionárias de Santo Antônio Maria Claret e, entre os anos de 1957 a 1980, foi morada da Madre Leônia Milito. Posteriormente, o local foi adaptado para servir como um espaço de preservação da memória histórica da Madre Leônia, de Dom Geraldo Fernandes e dos fundadores da Congregação das Missionárias de Santo Antônio Maria Claret. Em 2011, o local foi oficialmente reconhecido como patrimônio histórico e turístico da cidade de Londrina devido a preservação da residência, mobília, pertences da Madre, entre outros itens que fazem parte do acervo histórico.

## Madre Leônia Milito
Leônia Milito nasceu no dia 23 de junho de 1913 em Sapri, na Itália. Foi uma missionária católica que dedicou sua vida a trajetória religiosa desde a infância e, aos 21 anos, entrou no Instituto Franciscano, adotando o nome "Leônia". Em 1946, adquiriu um antigo monastério e o nomeou de "Instituto das Pobres Filhas", local que serviu para a formação religiosa de outras mulheres e funcionou, também, como colégio interno para meninos órfãos durante a Segunda Guerra Mundial.
Em 1952, Leônia respondeu a carta de Frei Valentim, na qual ele anunciava a necessidade de missionárias no Brasil e, no ano seguinte, aconteceu a chegada de Maria Leônia no Brasil. No entanto, somente em 1956 Leônia se estabeleceu de forma definitiva no Brasil. Em 1958, juntamente com Dom Geraldo Fernandes, fundou a Congregação das Missionárias de Santo Antônio Maria Claret em Londrina, Paraná, que visava evangelizar os pobres e necessitados.
No dia 22 de julho de 1980, quando ia visitar Dom Jaime Luiz Coelho, faleceu em decorrência de um acidente automobilístico. Estava acompanhada de outras três pessoas, mas somente ela veio a óbito. Em março de 1998, a Arquidiocese de Londrina iniciou o processo de canonização da religiosa, baseando-se nas análise das missas mensais e nos numerosos relatos de intercessão relacionados às consequências de acidentes de trânsito. Em 27 de outubro de 2003, após o encerramento da fase arquidiocesana, o processo de canonização foi enviado à Congregação para a Causa dos Santos, em Roma. Dom Orlando Brandes, então arcebispo de Londrina, a nomeou Padroeira da Vida no Trânsito e co-padroeira das Santas Missões Populares na arquidiocese.

## Dom Geraldo Fernandes Bijos
Dom Geraldo Fernandes Bijos nasceu em 1º de fevereiro de 1913, na cidade de Contagem, Minas Gerais. Em 25 de outubro de 1936, em Roma, foi ordenado sacerdote. Após sua ordenação, desempenhou diversas atividades pastorais em várias paróquias. Em 13 janeiro de 1957, recebeu a consagração de bispo no Santuário do Imaculado Coração de Maria, na cidade de São Paulo. No dia 17 de fevereiro de 1957, tornou-se o primeiro bispo da Arquidiocese de Londrina. Em 24 de novembro de 1970, Dom Geraldo foi nomeado o primeiro arcebispo de Londrina.
Durante seu episcopado, teve um papel central na expansão da Igreja Católica no Paraná, sendo um defensor da educação e responsável pela criação de escolas, instituições sociais e novas paróquias em Londrina e arredores. Dom Geraldo faleceu em 29 de março de 1982 e seu legado permanece por meio das instituições que ajudou a fundar e pelo impacto de seu trabalho pastoral.

## Congregação das Missionárias de Santo Antônio Maria Claret
A Congregação das Missionárias de Santo Antônio Maria Claret foi fundada em 1958, na cidade de Londrina, Paraná. Durante um período com uma demanda crescente por assistência social e religiosa. A congregação surgiu como uma resposta a essas necessidades, voltada para obras sociais e educacionais, focadas no atendimento as camadas mais pobres da população. O nome da congregação foi escolhido em homenagem ao arcebispo e missionário espanhol Santo Antônio Maria Claret, que viveu durante o Século XIX.
A fundação foi resultado da colaboração entre Dom Geraldo Fernandes Bijos e Madre Leônia Milito. Desde sua fundação, a congregação concentrou seus esforços em áreas como a atuação da igreja católica, educação, assistência social e saúde. As irmãs estabeleceram escolas, orfanatos, hospitais e centros de acolhimento, priorizando as regiões mais empobrecidas e negligenciadas. A Congregação expandiu-se rapidamente, atraindo novas vocações e estendendo suas atividades para outras regiões do Brasil e, posteriormente, para outros países. A congregação permanece ativa até os dias de hoje.

## Acervo
A partir da morte dos fundadores da congregação religiosa, a antiga casa sede e os demais espaços administrativos do grupo foram transformados em lugares de memória, hoje considerados sagrado para a comunidade católica local. A missionária possui um destaque evidente, além de recintos mais amplos e de maior notoriedade em relação ao arcebispo Dom Geraldo Fernandes. O centro reúne algumas instituições, como o Instituto do Coração de Maria, o Centro Missionário Madre Leônia e o Centro de Educação Infantil Santo Antônio.
Além disso, conta com dois painéis localizados em frente aos respectivos espaços destinados a memória dos fundadores e da história do grupo religioso. No interior do complexo, os quartos designados a madre Leônia e Dom Geraldo permanecem organizados com seus pertences, mobiliário e objetos pessoais, inclusive com a última configuração do presépio montado por Leônia Milito. A Casa de Memória preserva e expõe diversos outros materiais, inclusive vestes, a fim de remeter a figura dos missionários. Grande parte das salas possuem quadros com fotografias dessas personalidades, objetos devocionais, pequenos altares para orações, móveis e outros artefatos que tiveram manufatura da religiosa.
As acomodações do lugar apresentam as rotinas e as vivências das irmãs. O acervo histórico foi organizado a partir da seleção de objetos, móveis antigos, utensílios e imagens, propondo a revisitação ao passado das pessoas que habitavam o lugar. Os documentos e registros históricos revelam a trajetória da congregação e seu impacto na comunidade, traçando uma linha do tempo que conecta gerações e estabelece uma relação entre tradição e história.